# Marcus Johansson (calciatore)
Lars Marcus Johansson (Halmstad, 24 agosto 1993) è un ex calciatore svedese, di ruolo difensore.

## Carriera
È cresciuto nell'Haverdals IF, un piccolo club del circondario di Halmstad, e nella principale squadra cittadina ovvero l'Halmstads BK.
Johansson ha trascorso la stagione 2015 in doppio tesseramento, giocando tre partite in Allsvenskan con l'Halmstad e due in Division 1 in prestito all'Öster.
Nel 2016, con l'Halmstad che nel frattempo era retrocesso in Superettan, Johansson ha preso parte a 17 partite di campionato (14 quelle iniziate dal primo minuto) oltre a un ulteriore ingresso in campo negli ultimi minuti del rocambolesco spareggio di ritorno contro l'Helsingborg che ha consegnato la promozione in Allsvenskan alla sua squadra.
Nell'anno seguente Johansson ha ottenuto uno spazio ancora maggiore partendo titolare in gran parte delle partite dell'Allsvenskan 2017, ma il campionato dell'Halmstad si è concluso con una nuova retrocessione in Superettan.
Rimasto senza contratto, nel marzo 2018 è stato ingaggiato da un'altra squadra retrocessa dall'Allsvenskan 2017, lo Jönköpings Södra. A metà campionato si è trasferito nella seconda serie danese al Silkeborg, dove però non ha mai giocato in campionato anche a causa di alcuni problemi fisici.
Nel febbraio 2019 è approdato, da svincolato, in Islanda allo ÍA Akraness.